# Anne-Marijke Podt
Anne-Marijke Podt (Papendrecht, 16 januari 1975) is een Nederlands politica namens D66 en sinds september 2021 lid van de Tweede Kamer. 
Beginnend in 2014 was ze gemeenteraadslid in Utrecht en ook werkte ze voor een ontwikkelingsorganisatie en als zelfstandig adviseur voor gemeentes.

## Jeugd en carrière
Podt groeide op in de Molenwijk in de Zuid-Hollandse plaats Papendrecht. Haar vader gaf leiding aan een fabriek van kunststof producten, die door haar grootvader was opgericht. Ze ging naar De Lage Waard, waar ze in 1994 haar atheneumdiploma haalde. Vervolgens studeerde ze acht jaar lang (inclusief een bestuursjaar) industrieel ontwerpen aan de Technische Universiteit Delft en ze liep stage in Nicaragua. Gedurende de laatste drie jaar van haar studie was Podt partner en trainer bij een bedrijf genaamd PinguinXL.
Na haar afstuderen werd ze projectmanager bij de afdeling verkeersinnovatie van het CBR. Vervolgens kreeg ze in 2005 een baan als monitorings- en evaluatie-expert bij het non-profit International Institute for Communication and Development (IICD) en ze bleef vijf jaar in die functie. Tijdens de laatste drie jaar was ze daarnaast ICT- en democratiseringscoördinator voor Ecuador. In 2011 werd manager van de operaties in Kenia van het IICD. Ze verliet de stichting in 2014 om als zelfstandig adviseur in het sociaal domein voor gemeentes te werken onder de naam A Single Step.
Naast zelfstandige was ze lid van de raad van advies van het vluchtelingenprogramma Incluusion van de Universiteit Utrecht (2016) en voorzitter van de raad van toezicht van ActionAid Nederland (2018-2021).

## Politiek
Podt deed mee aan de gemeenteraadsverkiezingen van 2014 als zevende kandidaat van D66 en werd verkozen. Eerder was ze tussen 2010 en 2012 voorzitter van de thema-afdeling Internationale Zaken/Internationale Samenwerking van de partij. In de gemeenteraad hield Podt zich bezig met jeugd, welzijn, volksgezondheid, diversiteit, maatschappelijke opvang en verslavingszorg. In 2016 stelde ze voor een proef te houden om woningen te geven aan 200 vluchtelingen die nog geen verblijfsvergunning hadden en om hun integratietraject te starten. Het plan ontving onvoldoende steun in de raad. Ook pleitte ze in 2016 met succes voor unisekstoiletten in gemeentelijke gebouwen om ze zo aantrekkelijker te maken voor transgenders, waardoor Utrecht de eerste gemeente van Nederland werd met dergelijke toiletten in haar gemeentehuis. Podt werd in 2018 herkozen als de nummer twee op de kieslijst van D66 en werd vice-fractievoorzitter. Haar portefeuille veranderde in werk, inkomen, LHBTI, asiel, migratie, maatschappelijke opvang en verslavingszorg.
In 2021 nam Podt deel aan de Tweede Kamerverkiezingen als de 26e kandidaat van haar partij. Ze ontving 3919 voorkeurstemmen en ontving geen zetel, omdat D66 24 zetels haalde. Per 7 september 2021 werd ze geïnstalleerd als lid van de Tweede Kamer in de vacature die was ontstaan nadat Steven van Weyenberg zijn Kamerzetel had opgegeven naast de functie van staatssecretaris van Verkeer en Waterstaat in het demissionaire kabinet-Rutte III. Podt verliet op 16 september de Utrechtse gemeenteraad en ze is in de kamer voor D66 woordvoerder asiel, migratie, de Participatiewet, arbeidsmigratie, arbeidsomstandigheden, inburgering, sekswerk en mensenhandel. Ze is lid van de vaste commissie voor Financiën, voor Justitie en Veiligheid, voor Landbouw, Natuur en Voedselkwaliteit (vice-voorzitter), voor Onderwijs, Cultuur en Wetenschap en voor Sociale Zaken en Werkgelegenheid. Podt was voorstander van arbeidsmigratie om personeelstekorten te verzachten. Ook schreef ze een initiatiefnota om arbeidsbeperkingen voor asielzoekers sterk te verminderen. Ze stelde voor om het aantal maanden na aankomst dat een migrant mag werken te verlagen van zes naar één en ze wilde een maximum op het aantal werkweken per jaar daarna van 24 afschaffen. Een rechter noemde de bestaande beperkingen na Podts voorstel onwettig, maar het kabinet ging in hoger beroep. Tijdens een debat over Podts initiatiefnota in mei 2023 gaf staatssecretaris voor Asiel en Migratie Eric van der Burg (VVD) aan dat hij eerst problemen gerelateerd aan een verhoogde asielstroom wilde oplossen.

## Privéleven
Podt woont sinds de tweede helft van de jaren 2000 in Utrecht. Ze heeft een vriend en een dochter.